# Screaming Headless Torsos
Die Screaming Headless Torsos sind eine Fusion/Experimental-Rockband, die 1989 vom Gitarristen David „Fuze“ Fiuczynski gegründet wurde. Er selbst bezeichnete den Musikstil seiner Band im Jahr 2000 als „experimental funk-thing with vocals“. Als wichtiger Einfluss gilt Jimi Hendrix, man findet jedoch auch vielfältige Referenzen auf Miles Davis, Bootsy Collins und Bands wie Living Colour, Bad Brains und Fishbone.
Die Band tritt auch gelegentlich ohne Sänger auf, dann unter dem Namen (David Fiuczynski's) Headless Torsos. Unter diesem Namen entstand auch die Instrumentalplatte Amandala aus dem Jahr 2001.

## Bandgeschichte
Der Gitarrist und Jazzmusiker David Fiuczynski (* 1964), zurzeit Professor am Berklee College of Music, gründete die Band 1989, nach seinem Bachelor-Abschluss in Musik am renommierten New England Conservatory. Fiuczynski betont jedoch, dass es sich um gemeinschaftliches Projekt handelt, bei dem alle Bandmitglieder ihre Ideen einbringen. Die Band gehört zu seinen zahlreichen musikalischen Projekten, neben Soloaktivitäten und seiner Tätigkeit als Studiomusiker für Künstler wie John Zorn, Vernon Reid, Meshell Ndegeocello, Ce Ce Peniston oder Hiromi Uehara, und seinen Touren mit Stewart Copeland und Cuong Vu in den letzten Jahren. Fiuczynskis Stil des Gitarrenspiels wird durch die Verwendung von Doppelhalsgitarren geprägt, die mit einem herkömmlichen und mit einem bundlosen Hals ausgestattet sind.
Nach seiner erfolgreichen Zusammenarbeit mit John Medeski auf dem Album Lunar Crush im Jahr 1994, bei dem auch die SHT-Mitglieder Fima Ephron, Jojo Mayer und der spätere Drummer Gene Lake mitwirkten, gelang es Fiuczynski das Debütalbum Screaming Headless Torsos seiner gleichnamigen Band im Mai 1995 bei Warner Music unterzubringen. Es wurde unter anderem vom Musician Magazine als gelungenes Beispiel für die Mischung von Jazz mit harten Gitarrenriffs gelobt. Kurz darauf schied der Schweizer Schlagzeuger Jojo Mayer aus und wurde von Gene Lake ersetzt. Es folgte eine Tournee durch Europa, Japan und Nordamerika, nach der Sänger Dean Bowman sich Auszeiten gönnte, um bspw. mit Charlie Hunter und Elliott Sharp zusammenzuarbeiten, und zeitweilig von Freedom Bremner ersetzt wurde. Großer kommerzieller Erfolg in Japan führte schon 1996 zur Veröffentlichung eines Livealbums beim japanischen Label VideoArtsMusic, das 2001, diesmal auch in den USA und Europa, wiederveröffentlicht wurde. Es enthält den Auftritt aus der Knitting Factory in New York City von 1996, der 2005 auch als DVD erschien.

Freedom Bremner gehört neben Rapper Ahmed Best auch zur aktuellen Besetzung auf der Position des Sängers. Auf der CD 2005, die wiederum Einflüsse aus Jazz, Soul, Funk, Ska und Metal fusionierte, waren jedoch sowohl Bowman als auch Bremner und Best zu hören. In der aktuellen (Live-)Besetzung, die durch Europa und die USA tourte, wurden 2005 die langjährigen Mitglieder Gene Lake (Schlagzeug) und Fima Ephron (Bass) durch Skoota Warner bzw. Steve Jenkins, bekannt u. a. als Bassist von Cindy Blackman, abgelöst.
Die Torsos touren weiterhin in unregelmäßigen Abständen, so z. B. in Südamerika im Jahr 2010. Die erste Veröffentlichung nach mehreren Jahren war die im Dezember 2010 erschienene Single Dead Christmas Trees, unter Mitwirkung der ehemaligen Torsos-Mitglieder Gene Lake und Fima Ephron.
SHT engagieren sich in der Black Rock Coalition (BRC), einer Non-Profit-Organisation zur Förderung schwarzer Rockmusiker, die 1985 von Living-Colour-Mitglied Vernon Reid, dem Musikjournalisten Greg Tate und dem Musikproduzenten Konda Mason gegründet wurde. Die Band unterstützt die Organisation mit Auftritten auf entsprechenden Musikveranstaltungen und ist mit dem Song Woe to the Conquered auf dem BRC-Sampler Rock N' Roll Reparations (Volume 1) vertreten.
In Jazzmagazinen wie Jazz Times und Down Beat findet die Band regelmäßig lobende Erwähnung.

## Diskografie
- Screaming Headless Torsos (1995, Warner/Discovery; 2002 als 1995 wiederveröffentlicht)
- Live!! (1996 VideoArtsMusic, 2001 wiederveröffentlicht)
- 2005 (2005, FuzeLicious Morsels)
- Choice Cuts (2006, FuzeLicious Morsels)
- Code Red (2014, Torsos Partners LLC)

Als Headless Torsos
- Amandala (2001)

Als DVD

- 2005 kam eine Live-DVD mit dem Titel Live!! in New York & Paris heraus, auf der zwei Konzerte, aufgenommen in der Knitting Factory in New York City im September 1996 und dem Club New Morning in Paris im Jahr 2004, zu sehen sind. Beide Konzerte sind in der Besetzung mit Dave Fiuczynski, Dean Bowman, Gene Lake, Daniel Sadownick und Fima Ephron gespielt worden.